# Samantha Cash
Samantha Cash (Oklahoma City, 5 maggio 1993) è una pallavolista statunitense, centrale del Sens.

## Carriera

### Club
La carriera pallavolistica di Samantha Cash inizia nei tornei scolastici californiani, giocando per la Canyon Crest. Resta in California anche per il college, giocando per la Pepperdine, con la quale partecipa alla NCAA Division I dal 2011 al 2014; gioca inoltre per due anni nel programma di beach volley della sua università, tra il 2014 e il 2015.
Nella stagione 2016-17 firma il suo primo contratto professionistico in Spagna, partecipando alla Superliga Femenina de Voleibol con l'Alcobendas, mentre nella stagione seguente è impegnata nella Super 8s inglese con il Team Northumbria, vincendo la Coppa d'Inghilterra. Nel campionato 2018-19 approda nell'Austrian Volley League Women, dove difende i colori dell'ASKÖ Linz-Steg e conquista lo scudetto, emigrando nel campionato seguente nella Lega Nazionale A svizzera, vestendo la maglia del Düdingen per due annate.
Nella stagione 2021-22 viene ingaggiata dallo FTSV Straubing, nella 1. Bundesliga tedesca, mentre nella stagione seguente è di scena nella divisione cadetta francese, dove difende i colori del Sens.

### Nazionale
Fa parte della nazionale statunitense Under-20 che conquista la medaglia d'oro al campionato nordamericano 2010.

## Palmarès

### Club
- Campionato austriaco: 1

2018-19
- Coppa d'Inghilterra femminile: 1

2017-18

### Nazionale (competizioni minori)
- Campionato nordamericano Under-20 2010